# Gasthaus zur Rose (Rees-Mehr)

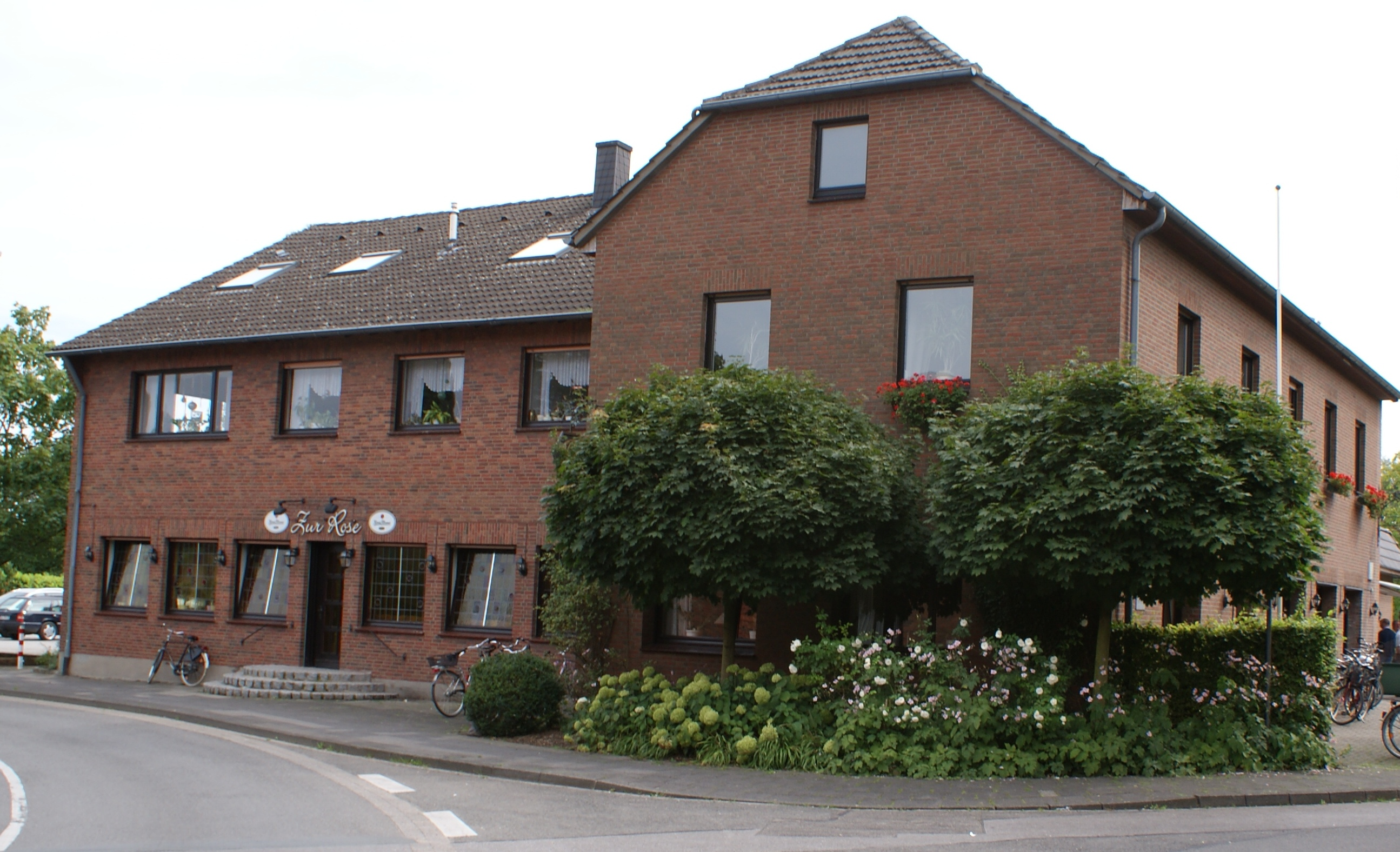
Gasthaus zur Rose

Das Gasthaus zur Rose in Rees-Mehr im Kreis Kleve in Nordrhein-Westfalen ist vermutlich das älteste noch existierende Gasthaus am Niederrhein. Seine erste schriftliche Erwähnung als Gasthaus stammt aus dem Jahr 1539. Damals pachtete der Hoppenbrauer Johannes Roess und später sein Sohn Gottfried Roess das Wirtshaus von der Xantener Propstei. Daher gründet sich seine heutige Bezeichnung nicht auf eine Rose, sondern auf den Namen seiner einstmaligen Pächter.

## Geschichte
Die Ursprünge des Gasthauses resultieren aus einem ehemaligen merowingischen Krongut. Im Jahr 945 vermachte Luitgart, eine Tochter von Otto dem Großen, den Curtis in Mere (Wirtschaftshof zu Mehr) der Xantener Propstei. Dieser Hof befand sich auf einer stets hochwasserfreien Lage im Rheinvorland und gilt als der Namensgeber des Dorfes Mehr. Die Propstei entwickelte aus diesem Hof den größten von sechs ihr unterstehenden Oberhöfen. Nachfolgend wurde dieses Gehöft auch der Oberhof zu Mehr genannt.
Auf dem Gelände des Oberhofs stand auch eine Eigenkapelle, die seit Mitte des 10. Jahrhunderts dem Viktorstift in Xanten übertragen war. Am Ort dieser Kapelle wurde im Laufe der Zeit die Vincentiuskirche in Mehr gebaut (erste urkundl. Erwähnung 1250), die wie das Gasthaus bis heute besteht.
Im 17. Jahrhundert war hier die Familie van Meegen anwesend. In dieser Zeit nannte sich die Wirtschaft „unter dem Zeichen Rose“. Anschließend folgte dann die am Niederrhein bekannte Familie Lensing. Heinrich Lensing hatte auch die Fischerei an der Langen Renne gepachtet. Er, wie auch sein Nachfolger in der „Rose“ Jakob Cremer, waren Schöffen am Ortsgericht Haffen-Mehr. Bei der Aufhebung der Propstei unter Napoleon Anfang des 19. Jahrhunderts wurde auch die „Rose“ vom Staat eingezogen und öffentlich versteigert. Die Verkaufsanzeige in der Großherzoglichen Bergische Wöchentliche Nachrichten Nr. 9 vom 1. März 1808 hatte diesen Wortlaut:

„Gemäß Verfügung des Domänen Direktoriums zu Düsseldorf sollen zum öffentlichen Verkauf ausgestellt werden: Das Wirtshaus „die Rose“ in Mehr: 22 Holländische Morgen, 300 Ruten Acker, 24 Holländische Morgen, 10 Ruten Wiesen und Weide, 5 Holländische Morgen, 200 Ruten Buschgrund, 6 Holländische Morgen, 300 Ruten Heide. Pachtertrag 403 Reichsthaler 45 Stüber, schon geboten 10.000 Reichsthaler, vorhin der aufgehobenen Propstei zuständig. Verkaufstermine sind der 4.3 und 4.4 auf dem Rathause zu Rees“

Der ortsansässige Wirt und Bierbrauer Heinerich Vennemann, der im heutigen Hause Block sein Lokal hatte, erwarb das Anwesen und setzte die Brauerei in der „Rose“ fort. Er war der Ur-Ur-Urgroßvater des heutigen Besitzers. Das Gasthaus zur Rose befindet sich somit seit mehr als 200 Jahren in Familienbesitz. Heute wird dort der Imbiss zur Rose betrieben. 